# La Ruda
La Ruda (früher La Ruda Salska) ist eine französische Ska-Rockband aus Saumur, die 1993 gegründet wurde. Im Dezember 2012 gab die Band ihre Auflösung bekannt. Seit 2019 ist die Band wieder auf Tour.

## Geschichte
La Ruda Salska wurde 1993 in Westfrankreich gegründet. Für die Entstehung des Bandnamens gibt es zwei Theorien:
1. Der Bandname kommt von einem Wortspiel zwischen „Salsa“ und „Ska“.
2. Die Band wurde von der polnischen Stadt Ruda Śląska inspiriert.
Im Verlauf der Jahre entwickelten La Ruda Salska einen eigenen unverwechselbaren Musikstil zwischen Ska, Punk, und Rock, den sie bei fast 700 Konzerten in Clubs und bei großen Festivals präsentieren konnten. Ihr musikalisches Répertoire beläuft sich auf über 60 Songs. Der große Erfolg, der sie zu einer der bekanntesten Bands in ihrem Segment in Frankreich machte, ermutigte sie in den letzten Jahren, vermehrt in Europa zu touren. Mittlerweile spielten sie schon in Italien, Deutschland, Spanien, Belgien, der Schweiz, Ungarn und sogar Kanada.
Wichtige Einflüsse auf ihre Musik hatten Bands wie The Clash, die The Mighty Mighty Bosstones und vor allem Mano Negra, mit denen sie in Frankreich häufig verglichen werden. In den letzten Jahren spielten La Ruda bereits mit musikalischen Größen wie Sergent Garcia (Frankreich), Millencolin (Schweden), Kemuri (Japan), The Toasters (USA), Skatalites (Jamaica).

## Diskografie

### Alben
| Jahr | Titel                           | Höchstplatzierung, Gesamtwochen, AuszeichnungChartsChartplatzierungen (Jahr, Titel, Platzierungen, Wochen, Auszeichnungen, Anmerkungen) | Anmerkungen |
| Jahr | Titel                           | FR | Anmerkungen |
| ---- | ------------------------------- | --- | ----------- |
| 2004 | 24 images seconde               | FR34 (10 Wo.)FR |             |
| 2005 | Dans la vapeur et le bruit      | FR86 (4 Wo.)FR |             |
| 2006 | La trajectoire de l’homme canon | FR52 (4 Wo.)FR |             |
| 2007 | Les bonnes manières             | FR121 (1 Wo.)FR |             |
| 2009 | Grand soir                      | FR61 (5 Wo.)FR |             |
| 2011 | Odeon 1014                      | FR108 (2 Wo.)FR |             |

Weitere Alben
- Le Prix du Silence (1996)
- L'Art de la Joie (1998)
- La Ruda Salska En Concert (2000)
- Passager du Reel (2001)
- Loïc da Silva joue La Ruda Salska (2003)
- Souviens-toi (Live 2012) (2016)

### Videoalben
- La Ruda dans la Vapeur et le Bruit (2005)